# Tishrindam

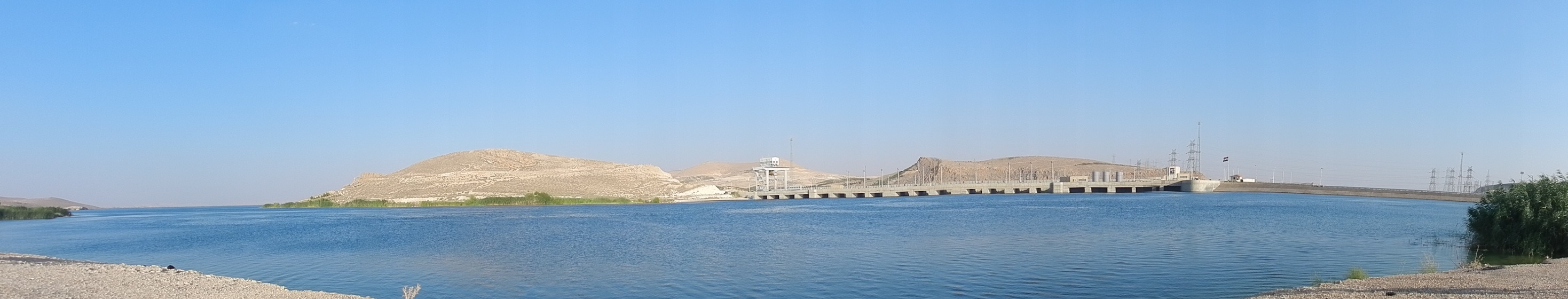
Tishrindam

De Tishrindam (Arabisch: سد تشرين; 'Oktoberdam') is een stuwdam in de Eufraat. De dam ligt 90 km ten oosten van Aleppo in het gouvernement Aleppo in Syrië. De dam is 40 m hoog en heeft 6 hydraulische turbines met een totale capaciteit van 630 MW. De bouw duurde van 1991 tot 1999. In het gebied dat door het stuwmeer overstroomd zou worden vonden reddingsopgravingen plaats. Deze hebben belangrijke informatie opgeleverd over de bewoningsgeschiedenis van het gebied vanaf het Prekeramisch Neolithicum A (PPNA) en later.